# 安尼巴莱·卡罗
安尼巴莱·卡罗（Annibale Caro，1507年—1566年），文艺复兴时期欧洲诗人。他效力于法爾内塞家族的若干成员。他同时也是一位剧作家和讽刺作家，曾把维吉尔的《埃涅阿斯纪》译成意大利的无韵诗（1581年出版）。

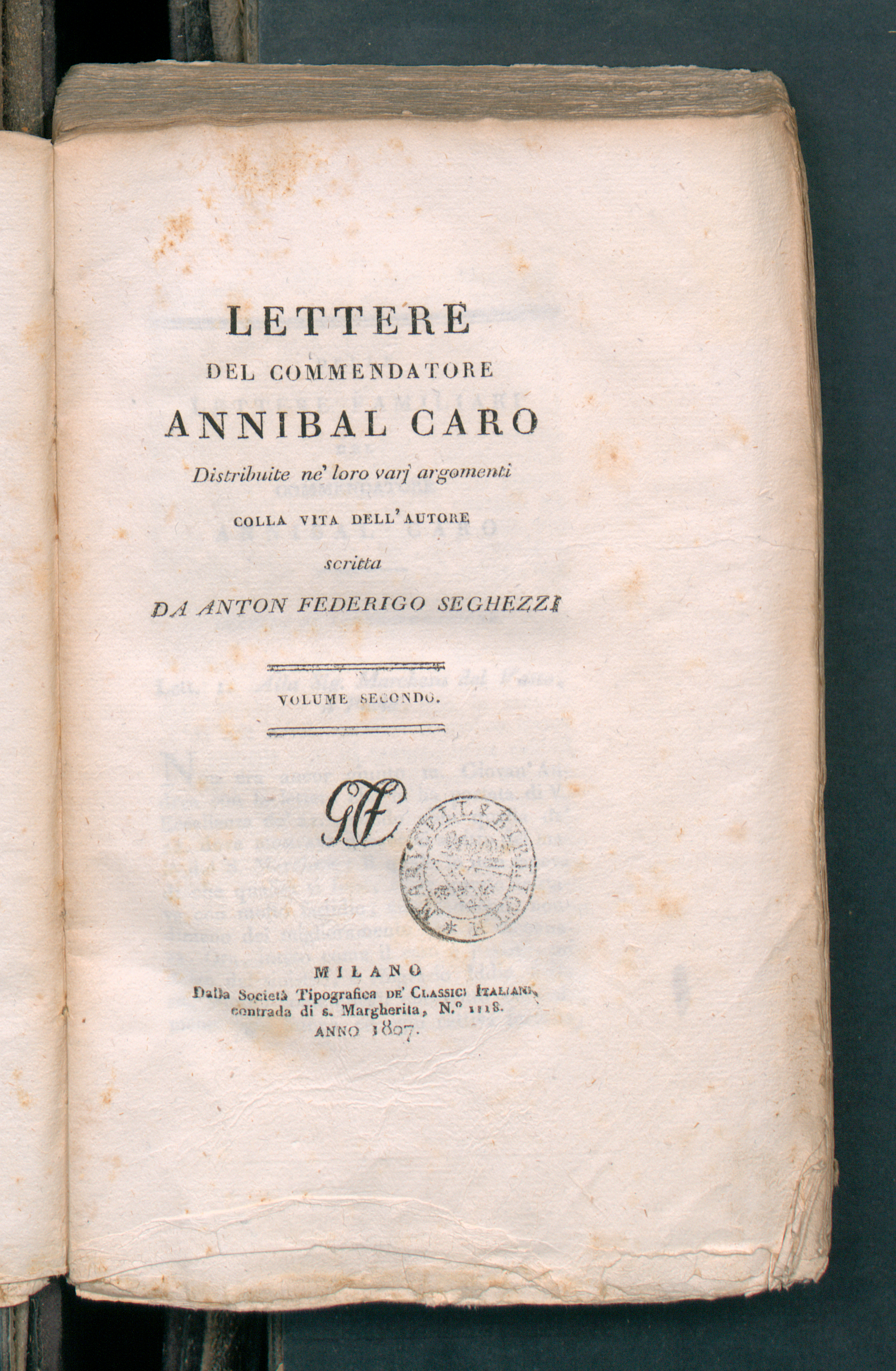
Lettere del commendatore Annibal Caro, 1807

## 扩展阅读
- 本条目包含来自公有领域出版物的文本: Chisholm, Hugh (编).  (第11版). London: Cambridge University Press. 1911.